# Antoine Brincard
Pour les articles homonymes, voir Brincard (homonymie).
Antoine Brincard, né le 21 mars 1770 à Paris et mort le 14 mars 1823 dans cette même ville, est un militaire français de la Révolution et de l’Empire.

## Biographie

### Du sous-lieutenant au chef d'escadron
Il entre en service le 10 mars 1792 comme sous-lieutenant au régiment Royal-Bourgogne, devenue 25e régiment de dragons en 1803. Il devient lieutenant le 1er avril 1793, puis capitaine le 30 avril 1794. De 1792 à l’an II, il sert aux armées du Centre, des Alpes et d’Italie. Le 17 septembre 1794, lors d’une reconnaissance près de Maastricht, il fait deux prisonniers et il est blessé d’un coup de sabre à la jambe gauche.
Mis en non activité en l’an IV, il reprend du service en l’an VI, et il fait les campagnes de l’an VII à l’an IX en Italie et sur le Rhin. Le 29 novembre 1799, il reçoit un coup de sabre à la main gauche et un autre à la poitrine près de Neckargemünd, où il est fait prisonnier, puis remis en liberté trois jours après. Il est fait chevalier de la Légion d'honneur le 18 décembre 1803 et passe chef d’escadron le 5 janvier 1804.

### Au service de Napoléon

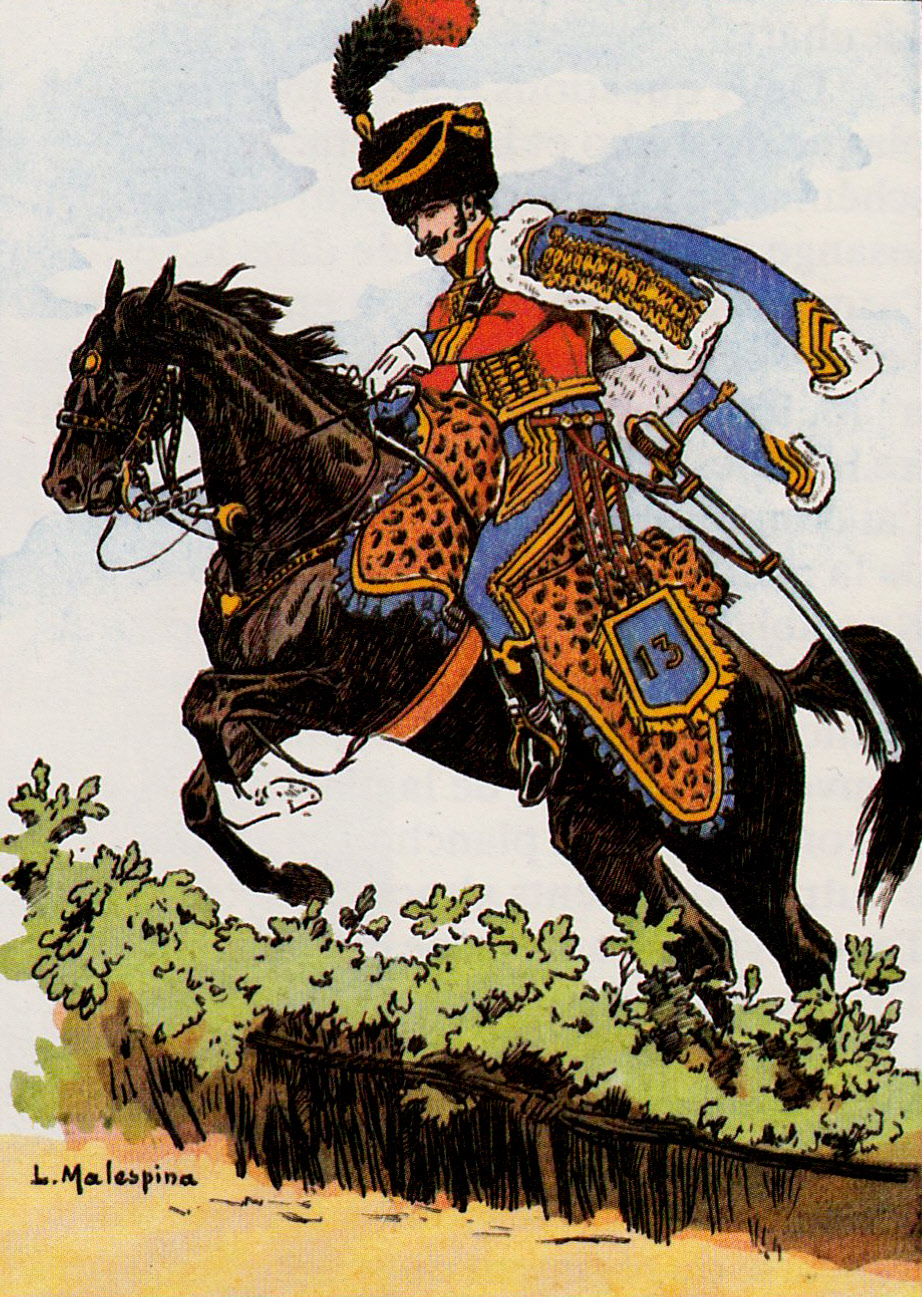
Un officier du 13e régiment de hussards ex-Jérôme-Napoléon en grande tenue, par Louis-Ferdinand Malespina.

De 1805 à 1807, il prend part au sein de la Grande Armée, à toutes les affaires qui ont lieu pendant les campagnes d’Autriche, de Prusse et de Pologne. En 1808, il est envoyé à l’armée d’Espagne, et le 7 avril 1809, il est promu major au 9e régiment de dragons, qui deviendra 4e régiment de lanciers en 1811.
Il est fait chevalier de l’Empire le 18 août 1810. Le 1er août 1813, Brincard est nommé colonel du régiment des hussards Jérôme-Napoléon, qui redevient 13e régiment de hussards le 1er janvier 1814. Il combat à la tête de son régiment pendant les campagnes d’Allemagne en 1813 et de France en 1814.

### Sous la Restauration
Lors de la Première Restauration, le roi Louis XVIII le fait chevalier de Saint-Louis le 18 août 1814 et l’affecte comme colonel à la suite au régiment de lanciers du Dauphin. N’ayant pas servi pendant les Cent-Jours, il est nommé, le 1er septembre 1815, commandant du régiment des chasseurs à cheval des Alpes, qu’il quitte pour prendre celui des chasseurs de la Vendée le 3 septembre 1817. Il est créé baron par ordonnance royale de 12 février 1817 et est élevé au grade d’officier de la Légion d’honneur le 24 août 1820. Il est également promu au grade de maréchal de camp le 25 avril 1821.
Il meurt le 14 mars 1823 à Paris, au moment même où il vient d’être nommé à la tête d’une brigade de cavalerie du corps expéditionnaire en Espagne conduit par le duc d’Angoulême.

## Dotations
- Le 19 mars 1808, il est donataire d’une rente de 2 000 francs sur les biens réservés en Westphalie.

## Armoiries
| Armoiries | Nom du chevalier et blasonnement |
| --------- | --- |
|           | Chevalier Antoine Brincard et de l'Empire, lettres patentes du 18 août 1810, officier de la Légion d’honneur Parti, au premier d'azur, à l'étoile d'argent, accompagnée de deux branches l'une de laurier l'autre de chêne en sautoir du même ; au deuxième d'or au demi-cheval de sable, mouvant du flanc sénestre au comble de gueules chargé d'un sabre en fasce d'argent monté d'or : champagne de gueules du tiers de l'écu au signe des chevaliers. Livrées : rouge, bleu, jaune. |

## Sources
- A. Lievyns, Jean Maurice Verdot, Pierre Bégat, Fastes de la Légion-d'honneur, biographie de tous les décorés accompagnée de l'histoire législative et réglementaire de l'ordre, Tome 4, Bureau de l’administration, 1844, 640 p. (lire en ligne), p. 130.
- « Cote LH/366/17 », base Léonore, ministère français de la Culture
- « La noblesse d’Empire » (consulté le 2 juillet 2016)
- Vicomte Révérend, Armorial du premier empire, tome 1, Honoré Champion, libraire, Paris, 1897, p. 142.
- Léon Hennet, Etat militaire de France pour l’année 1793, Siège de la société, Paris, 1903, p. 244.
- Charles Théodore Beauvais et Vincent Parisot, Victoires, conquêtes, revers et guerres civiles des Français, depuis les Gaulois jusqu’en 1792, tome 26, C.L.F Panckoucke, janvier 1822, 394 p. (lire en ligne), p. 252.
- Antoine Brincard  sur roglo.eu